# سایات‌نووا (اپرا)
اپرای سایات‌نووا در سال ۱۹۶۸ توسط آهنگساز برجسته ارمنی الکساندر هاروتیونیان تصنیف شده و برای نخستین بار در سال ۱۹۶۹ در ایروان اجرا شده‌است. این اپرا گلچینی است از آهنگ‌هایِ سایات‌نووا که بسیاری از ارمنیان با آنها آشنایی دارند. یعنی به جای «لیبرتو»، یا اشعار اپرایی، این اپرا را مانند کنسرت یا واریتهٔ متنوعی است شامل آهنگ‌هایِ مختلفِ سایات‌نووا است.